# Yann Matias
Yann Matias Marques (12 novembre 1996) è un calciatore lussemburghese, difensore del Swift Hesperange.

## Caratteristiche tecniche
È un terzino destro.

## Carriera

### Nazionale
Il 1º settembre 2017 ha esordito con la nazionale Under-21 lussemburghese disputando il match di qualificazione per gli Europei del 2019 perso 3-1 contro la Slovenia.